# Lasionycta hampa
Lasionycta hampa là một loài bướm đêm trong họ Noctuidae.